# 奧尼洛韋
47°27′10″N 29°53′26″E / 47.45278°N 29.89056°E
奧尼洛韋（烏克蘭語：Онилове）是位於烏克蘭西南部的村莊，由敖德萨州羅茲季利納區的扎哈里夫卡市鎮負責管轄。該村始建於1893年，面積2.77平方公里，海拔高度136米，2001年人口525。